# Implikacija
Implikacija, naziv je koji se koristi za označavanje valjanosti kondicionalne rečenice: "ako ... onda ...". Ispravno sastavljena formula u "ako" se naziva antecedens, dok se u "onda" naziva konzekvens. Označava se simbolom "→". Simbolički i općenito prikazana kondicionalna rečenica propozicionalne logike bi imala ovakav oblik: "P → Q", tu govorimo o implikaciji kao istinosnoj funkciji koja se naziva materijalna implikacija. Dok bi u logici prvog reda općeniti oblik kondicionalne rečenice izgledao ovako: ∀x(Px→Qx). Prirodnojezični primjer za iskaz "P → Q" bi bio "Ako je neko biće kralježnjak, onda ima srce." Ova rečenica je neistina onda i samo onda ako je sud P istinit i sud Q neistinit, što se vidi iz priložene tablice istinitosti za operator implikacije.
Tablica istinitosti operatora implikacije
| P | Q | P→Q |
| - | - | --- |
|   |   |     |
| ⊤ | ⊤ | ⊤   |
| ⊤ | ⊥ | ⊥   |
| ⊥ | ⊤ | ⊤   |
| ⊥ | ⊥ | ⊤   |

Logička implikacija je tautološki iskaz materijalne implikacije.
Paradoksi materijalne implikacije: Sljedeće dvije posljedice formalne definicije materijalne implikacije odstupaju od naših neformalnih intuicija o implikaciji: (1) materijalna implikacija je istinita kad god je antecedens lažan, i (2) materijalna implikacija je istinita kad god je konzekvens istinit. Ovi navodni paradoksi ne stvaraju kontradikcije.